# Holochlora venusta
Holochlora venusta är en insektsart som beskrevs av George Clifford Carl 1914. Holochlora venusta ingår i släktet Holochlora och familjen vårtbitare. Inga underarter finns listade i Catalogue of Life.